# Klaus E. Müller
Klaus E. Müller (* 6. Januar 1935 in Dortmund; † 15. Mai 2021) war ein deutscher Ethnologe.

## Leben
Klaus E. Müller studierte Musik- und Theaterwissenschaft, Philosophie, Opernregie, Ethnologie und Turkologie mit der Spezialisierung auf Islamwissenschaft und Mongolistik. Von 1971 bis zu seiner Emeritierung 2004 war Müller Professor für Ethnologie an der Universität Frankfurt am Main. Außerdem war er bis 2004 Fellow am Kulturwissenschaftlichen Institut Essen im Wissenschaftszentrum Nordrhein-Westfalen und am Hanse-Wissenschaftskolleg Delmenhorst.
Müller beschäftigte sich mit der Geschichte der Ethnographie, der Ethnologie des Geschlechterkonflikts und mit den elementaren Formen des sozialen Verhaltens. Auch die neue Ethnopädagogik gehörte dazu.

## Schriften
- Geschichte der antiken Ethnographie und ethnologischen Theoriebildung. Steiner, Wiesbaden 1968.
- Die bessere und die schlechtere Hälfte. Ethnologie des Geschlechterkonflikts. Campus, Frankfurt a. M./New York 1984.
- Das magische Universum der Identität. Elementarformen sozialen Verhaltens. Ein ethnologischer Grundriß. Campus Verlag, Frankfurt a. M./New York 1987, ISBN 3-593-33855-6.
- Prähistorisches Geschichtsbewusstsein. ZiF, Bielefeld 1995.
- Der Krüppel. Ethnologia passionis humanae. C. H. Beck, München 1996, ISBN 3-406-41146-0.
- Schamanismus. Heiler – Geister – Rituale. (= C.H.Beck Wissen) C. H. Beck, München 1997, ISBN 3-406-41872-4.
- Herausgeber mit Jörn Rüsen: Historische Sinnbildung. Problemstellungen, Zeitkonzepte, Wahrnehmungshorizonte, Darstellungsstrategien. (= rowohlts enzyklopädie), Rowohlt, Reinbek 1977, ISBN 3-499-55584-0.
- mit Ute Ritz-Müller: Soul of Afrika. Magie eines Kontinents. Könemann, Köln 1999.
- mit Alfred K. Treml: Ethnopädagogik. Sozialisation und Erziehung in traditionellen Gesellschaften. Eine Einführung. 2. Auflage. Reimer, Berlin 1996, ISBN 978-3-496-02590-0.
- Herausgeber, mit Alfred K. Treml: Wie man zum Wilden wird. Ethnopädagogische Quellentexte aus vier Jahrhunderten (= Ethnologische Paperbacks). Reimer, Berlin 2002, ISBN 3-496-02718-5.
- mit Ute Ritz-Müller: Des Widerspenstigen Zähmung. Studien zu Formen sozialer Sinnbildung. Transcript, Bielefeld 2004.
- Die Siedlungsgemeinschaft. Grundriß der essentialistischen Ethnologie. V&R unipress, Göttingen 2010, ISBN 978-3-89971-572-9.
- Schuld und Sühne. Die Vorgeschichte des Erlösungsglaubens. LIT Verlag, Münster 2012, ISBN 978-3-643-11753-3.
- Im Schatten der Aufklärung. Grundzüge einer Theorie der Atopologie. LIT Verlag, Münster 2014, ISBN 978-3-643-12461-6.
- Das Geheimnis. Faszination des Verborgenen. LIT Verlag, Münster 2014, ISBN 978-3-643-12717-4.
- Magie. Die verborgenen Grundmuster unseres Denkens und Handelns. Reimer Verlag, Berlin 2021, ISBN 978-3-496-01658-8.